# Distrito de Higashitsugaru
El distrito de Higashitsugaru (東津軽郡 Higashitsugaru-gun?) es un distrito localizado en la prefectura de Aomori, Japón. En junio de 2019 tenía una población de 20.983 habitantes y una densidad de población de 32,1 personas por km². Su área total es de 653,49 km².

## Localidades
- Hiranai
- Imabetsu
- Sotogahama
- Yomogita